# Антоні Вольдемар Генріхович
Вольдема́р Ге́нріхович Антонí (1886–1974; англ. Voldemar Antoni) — український анархіст, революціонер, педагог та публіцист чесько-німецького походження, засновник і лідер анархістської селянської організації «Спілка бідних хліборобів» у Гуляйполі, наставник Нестора Махна.

## Біографія

### Ранні роки
Народився 4 червня 1886 року в багатонаціональній колоністській родині: батько — Генріх Алоїзович Антоні, чех; мати — Сусанна Яківна Бонеліс, німкеня. З дитинства працював токарем, згодом — викладав у початковій школі.

### Анархістська діяльність і «Спілка бідних хліборобів»
Після революційних подій 1905–1906 років Антоні організував у Гуляйполі анархістську організацію «Спілка бідних хліборобів». Зміцнивши зв’язки з активістами в Катеринославі, група займалася пропагандою, розповсюдженням забороненої літератури, а також збройними акціями — експропріаціями і повстаннями проти царської адміністрації.

### Наставник Нестора Махна
Ідейний вплив Антоні на молодого Нестора Махна визнається в численних джерелах, зокрема мемуарах самого Махна, де він зазначав, що під впливом Антоні «урядова дисципліна зникла» і він активно долучився до анархістського руху.

### Переслідування, еміграція та повернення
У 1907 році Антоні був заарештований, однак невдовзі звільнений і емігрував за кордон — спочатку до Бельгії, згодом — до Франції, США та країн Латинської Америки. У 1960-х роках повернувся до СРСР, мешкав у Казахстані, а потім у місті Нікополь. Працював охоронцем, отримав персональну пенсію та уникав публічного розголошення своєї революційної діяльності.

## Спадщина
Антоні залишив по собі мемуари: спогади та документи опубліковані у 2006 році під назвою «Записки гуляйпільського анархіста…». Антоні відіграв помітну роль у становленні селянського анархістського руху в Україні на початку XX століття.